# Snooker Shoot-Out
| \| Stoke-on-Trent Blackpool Reading Watford \| Sites du Snooker Shoot-Out |
| Stoke-on-Trent Blackpool Reading Watford                                  |

Le Snooker Shoot-Out est un tournoi de snooker professionnel qui s'est vu attribuer en 2016 la catégorie classée, c'est-à-dire que les joueurs peuvent y gagner des points comptant pour le classement mondial.
L'Anglais Tom Ford est le tenant du titre.

## Historique
En septembre 1990, une épreuve appelée Shoot-Out se tient pour la première fois à Stoke-on-Trent, dans le Staffordshire, en Angleterre. Tous les matchs étaient joués en une seule manche à l'exception de la finale jouée au meilleur des trois manches.
L'épreuve est rétablie en 2011, avec plusieurs innovations, sous le nom de Snooker Shoot-Out, parrainée par Caesars Casino Online (en).
Il s'agissait d'un shoot-out à une seule manche avec tirage au sort au terme duquel le vainqueur se voyait attribuer 32 000 £.
De 2011 à 2015, l'épreuve s'est tenue au Circus Arena de la Tour de Blackpool à Blackpool,,,, parrainée par PartyPoker.com (en) en 2012, par Betfair (en) en 2013, par 888casino (en) en 2014, et à nouveau par Betway en 2015.
Le tournoi s'est tenu à l'Hexagon de Reading en 2016, parrainé par Gala Coral Group (en). En 2017, l'épreuve devient une compétition de catégorie classée pour la première fois, ouverte à 128 joueurs professionnels.
Lors de son match du premier tour en 2021, Mark Allen réalise le break le plus élevé de l'histoire du Shoot-Out avec une contribution de 142 points. En 2023, Shaun Murphy réalise un exploit avec le tout premier break maximum de l'histoire de ce tournoi.

## Règles
Les règles de l'épreuve sont établies par la World Professional Billiards and Snooker Association (WPBSA)  :
- Chaque manche dure 10 minutes.
- Il y a un chronomètre des tirs. Pendant les 5 premières minutes du match, les joueurs ont 15 secondes par tir mais pendant les 5 dernières minutes ce temps est réduit à 10 secondes[15]. Ne pas frapper la bille de choc dans le temps imparti entraîne une pénalité de 5 points. Avant 2013, les temps étaient respectivement de 20 et 15 secondes[14].
- Les joueurs doivent toucher une bande avec n'importe quelle bille ou empocher une bille à chaque tir[15]. Avant 2013, seules la bille de choc et la bille objet pouvaient toucher une bande[14].
- Toutes les fautes sont sanctionnées par un « ball in hand » (remise en place manuelle de la bille n'importe où sur la table par le joueur adverse).
- Les joueurs effectuent un « lag » pour déterminer celui qui fera la casse.
- En cas de match nul, l'empochage de la bille bleue sert à déterminer le vainqueur. Après un « lag », cette bille bleue est placée sur sa mouche et la bille de choc dans le « D ».

## Palmarès
| Année                          | Ville                  | Vainqueur              | Finaliste              | Score                  | Saison                 |
| Shoot-Out (non classé)         | Shoot-Out (non classé) | Shoot-Out (non classé) | Shoot-Out (non classé) | Shoot-Out (non classé) | Shoot-Out (non classé) |
| ------------------------------ | ---------------------- | ---------------------- | ---------------------- | ---------------------- | ---------------------- |
| 1990                           | Stoke-on-Trent         | Darren Morgan          | Mike Hallett           | 2-1                    | 1990-1991              |
| Snooker Shoot-Out (non classé) |                        |                        |                        |                        |                        |
| 2011                           | Blackpool              | Nigel Bond             | Robert Milkins         | 1-0 (62-23)            | 2010-2011              |
| 2012                           | Blackpool              | Barry Hawkins          | Graeme Dott            | 1-0 (61-23)            | 2011-2012              |
| 2013                           | Blackpool              | Martin Gould           | Mark Allen             | 1-0 (104-0)            | 2012-2013              |
| 2014                           | Blackpool              | Dominic Dale           | Stuart Bingham         | 1-0 (77-19)            | 2013-2014              |
| 2015                           | Blackpool              | Michael White          | Xiao Guodong           | 1-0 (54-48)            | 2014-2015              |
| 2016                           | Reading                | Robin Hull             | Luca Brecel            | 1-0 (50-36)            | 2015-2016              |
| Snooker Shoot-Out (classé)     |                        |                        |                        |                        |                        |
| 2017                           | Watford                | Anthony McGill         | Xiao Guodong           | 1-0 (67-19)            | 2016-2017              |
| 2018                           | Watford                | Michael Georgiou       | Graeme Dott            | 1-0 (67-56)            | 2017-2018              |
| 2019                           | Watford                | Thepchaiya Un-Nooh     | Michael Holt           | 1-0 (74-0)             | 2018-2019              |
| 2020                           | Watford                | Michael Holt           | Zhou Yuelong           | 1-0 (64-1)             | 2019-2020              |
| 2021                           | Milton Keynes          | Ryan Day               | Mark Selby             | 1-0 (67-24)            | 2020-2021              |
| 2022                           | Leicester              | Hossein Vafaei         | Mark Williams          | 1-0 (71-0)             | 2021-2022              |
| 2023                           | Leicester              | Chris Wakelin          | Julien Leclercq        | 1-0 (119-0)            | 2022-2023              |
| 2023 (2)                       | Swansea                | Mark Allen             | Cao Yupeng             | 1-0 (65-4)             | 2023-2024              |
| 2024                           | Leicester              | Tom Ford               | Liam Graham            | 1-0 (31-28)            | 2024-2025              |

## Bilan par pays
| Pays            | Joueurs | Total | Premier titre | Dernier titre |
| --------------- | ------- | ----- | ------------- | ------------- |
| Angleterre      | 6       | 6     | 1991          | 2024          |
| Pays de Galles  | 4       | 4     | 1990          | 2021          |
| Finlande        | 1       | 1     | 2016          | 2016          |
| Écosse          | 1       | 1     | 2017          | 2017          |
| Chypre          | 1       | 1     | 2018          | 2018          |
| Thaïlande       | 1       | 1     | 2019          | 2019          |
| Iran            | 1       | 1     | 2022          | 2022          |
| Irlande du Nord | 1       | 1     | 2023          | 2023          |